# Minor Earth Major Sky (canción)
«Minor Earth Major Sky» es el segundo sencillo oficial del álbum Minor Earth Major Sky, el sexto álbum del Grupo a-ha. El sencillo fue tocado en muchas emisoras de radio europeas en torno al 5 de junio de 2000, y fue lanzado en las tiendas en Noruega y Alemania el 10 de julio. La canción alcanzó el #1 en 3 países europeos.

## Versiones
La versión alemana de Noruega cuenta con 7 versiones diferentes de "Minor Earth Major Sky". Estas incluyen:
- "niven's radio edit" - mezclada por Niven Garland (4:02)
- "black dog mix" - producción adicional y remix por R.A.S. & Island Brothers (4:07)
- "millennia nova remix" - producción adicional y remix por Millennia Nova (4:29)
- "ian pooley's deep mix" - producción adicional y remix por Ian Pooley (6:16);
- "atb club remix" - producción adicional y remix por André Tanneberger at ATB Studio 4 (5:47)
- "early version" - producida por a-ha y Kjetil Bjerkestrand (5:10)
- "álbum versión" - mezclada por Niven Garland (5:24).

- Datos: Q6869095